# Sunjeong manhwa (film)
Sunjeong manhwa (순정만화?), noto anche con il titolo internazionale Hello, Schoolgirl, è un film del 2008 co-scritto e diretto da Ryu Jang-ha.

## Trama
Yeon-woo è un impiegato trentenne si innamora di un'eccentrica diciottenne, Soo-young, che vive al piano inferiore del suo condominio. Nel frattempo, un collega di Yeon-woo, Kang Sook, inizia a conoscere una ventinovenne caduta in uno stato di semi-depressione nel continuare a pensare sempre al suo ex-fidanzato.

## Distribuzione
In Corea del Sud la pellicola è stata distribuita dalla CJ Entertainment a partire dal 27 novembre 2008.